# 바쿠 근대미술관
바쿠 근대미술관(아제르바이잔어: Bakı müasir incəsənət muzeyi)은 아제르바이잔 바쿠에 있는 미술관이다.